# Lemba
Lemba (grško starogrško λέμβος: lémbos), antična ilirska vojna galeja brez jadra,  s po eno vrsto veslačev na vsaki strani.  Ladja je bila majhna in lahka, z niznim nadvodjem in zato hitra in okretna. Poleg veslačev je lahko nosila 50 mož.  Uporabljali so jo ilirski pirati in Filip V. Makedonski v prvi makedonski vojni.